# Bahnstrecke Eggmühl–Langquaid
| |                      |                       |                       |
| Streckennummer (DB): | 5631                 |                       |                       |
| Kursbuchstrecke (DB): | 12930 424d (1946)    |                       |                       |
| Streckenlänge: | 10,3 km              |                       |                       |
| Spurweite: | 1435 mm (Normalspur) |                       |                       |
| Streckenklasse: | C4                   |                       |                       |
| Streckengeschwindigkeit: | 50 km/h              |                       |                       |
| |                      |                       |                       |
| \| \| \| von Regensburg \| \| \| \| 0,000 \| Eggmühl \| Eggmühl \| \| \| \| Bundesstraße 15 \| \| \| \| \| nach München \| \| \| \| 3,300 \| Schierling (ehem. Bf) \| Schierling (ehem. Bf) \| \| \| \| Allersdorfer Bach \| \| \| \| 4,066 \| Eichbühl (b Eggmühl) \| Eichbühl (b Eggmühl) \| \| \| \| Anst Bundeswehr \| \| \| \| 7,180 \| Niederleierndorf \| Niederleierndorf \| \| \| 10,320 \| Langquaid (b Eggmühl) \| Langquaid (b Eggmühl) \| |                      |                       |                       |
| Strecke |                      | von Regensburg        | von Regensburg        |
| Bahnhof | 0,000                | Eggmühl               | Eggmühl               |
| Brücke |                      | Bundesstraße 15       | Bundesstraße 15       |
| Abzweig geradeaus und nach links |                      | nach München          | nach München          |
| Haltepunkt / Haltestelle | 3,300                | Schierling (ehem. Bf) | Schierling (ehem. Bf) |
| Brücke über Wasserlauf |                      | Allersdorfer Bach     | Allersdorfer Bach     |
| Blockstelle | 4,066                | Eichbühl (b Eggmühl)  | Eichbühl (b Eggmühl)  |
| Abzweig geradeaus und nach links |                      | Anst Bundeswehr       | Anst Bundeswehr       |
| ehemaliger Bahnhof | 7,180                | Niederleierndorf      | Niederleierndorf      |
| Kopfbahnhof Streckenende | 10,320               | Langquaid (b Eggmühl) | Langquaid (b Eggmühl) |

Die Bahnstrecke Eggmühl–Langquaid, auch Lokalbahn Schierling–Langquaid oder Laabertalbahn genannt, ist eine 10,3 Kilometer lange normalspurige Nebenbahn in Bayern. Sie verläuft vom Bahnhof Eggmühl im Tal der Großen Laber nach Langquaid und wird von der Rail Bavaria Logistik betrieben.

## Geschichte
Gegen Ende des 19. Jahrhunderts gab es Bestrebungen, den Markt Langquaid an das Eisenbahnnetz anzuschließen. Im Jahr 1896 erfolgte ein Zusammenschluss aus sieben Gemeinden im Tal der Großen Laber zum Eisenbahnkomitee zur Erbauung der Laabertalbahn auf der rechten Talseite. Aufgrund der besseren Erschließung der Ortschaften im Tal veranlasste Minister Friedrich Krafft von Crailsheim jedoch, die Strecke auf der linken Seite der Großen Laber zu planen. Am 9. Januar 1898 erteilten die Königlich Bayerischen Staatseisenbahnen die Genehmigung, eine Strecke von Eggmühl nach Langquaid zu projektieren. Die Leitung übernahm Bauführer Friedrich Kriechbaum. Die endgültige Festlegung der Trasse erfolgte am 30. Dezember 1901. Am 31. März 1902 wurde die Baugenehmigung erteilt. Die Bauarbeiten wurden am 15. Oktober 1903 abgeschlossen, nur zwei Tage später erfolgte die technische Abnahme. Am 21. Oktober 1903 ging die Lokalbahn Eggmühl–Langquaid in Betrieb.
Der Güterverkehr wurde bis 1964 mit Dampf-, ab dann mit Diesellokomotiven durchgeführt. Im Jahre 1968 wurde der Personenverkehr eingestellt, der zuletzt mit Schienenbussen durchgeführt worden war. Im Jahr 1996, als die Strecke noch dreimal wöchentlich von DB Cargo vom Bahnhof Regensburg Ost aus bedient wurde, gab es seitens der Deutschen Bahn erste Überlegungen bezüglich einer Einstellung des Güterverkehrs. Zum 1. Juni 1999 wurde dieser auf dem Abschnitt Eichbühl–Langquaid eingestellt. In Zusammenarbeit mit einer örtlichen Initiative und der Kommunalpolitik übernahm die Rhein-Sieg-Eisenbahn zum 1. Januar 2000 diesen Abschnitt von der DB Netz auf Basis eines Pachtvertrags. Der Streckenabschnitt von Eggmühl nach Eichbühl blieb zunächst in der Hand der DB Netz, da das damals noch in Betrieb befindliche Munitionsdepot für ein erhebliches Güterverkehrsaufkommen sorgte. Fünf Jahre später ging auch dieser an die Rhein-Sieg-Eisenbahn über, nachdem DB Cargo dort bereits 2002 den Güterverkehr eingestellt hatte.
Der Güterverkehr wird seit 2001 mit einer Lokomotive der Bauart MV 9 von Orenstein & Koppel durchgeführt, die die Rhein-Sieg-Eisenbahn von der Zuckerfabrik Zeil am Main gekauft hatte. Seit 2019 steht zusätzlich eine Lokomotive der Baureihe R 42 C von Jung Jungenthal zur Verfügung, die 2006 von dem ehemaligen Munitionsdepot der Bundeswehr in Schierling übernommen wurde. Die Güterverkehrsstellen Eggmühl, Schierling und Langquaid bedient die Rhein-Sieg-Eisenbahn in Zusammenarbeit mit anderen Eisenbahnverkehrsunternehmen mit Ganzzügen; dort stehen jeweils Ladestraßen zur Verfügung.
Außerdem erwarb die Rhein-Sieg-Eisenbahn 2002 von der Württembergischen Eisenbahn-Gesellschaft einen Auwärter-Schienbusbeiwagen, Baujahr 1963, mit 50 Sitzplätzen. Dieser bildet seit 2002 zusammen mit der Lokomotive MV 9 das Bockerl, mit dem jährlich an sechs Marktsonntagen in Langquaid und Schierling Personenzugfahrten angeboten werden. Der Fahrplan ist im Kursbuch der Bayerischen Eisenbahngesellschaft abgedruckt.
Im Herbst 2015 hat sich die Initiative PRO-Städtedreiecksbahn gegründet, die die Reaktivierung der Strecke für den Personenverkehr zum Ziel hat. Dabei wird eine „Stadt-Umlandbahn Regensburg“ mit den Endbahnhöfen Burglengenfeld und Langquaid diskutiert.
Im Herbst 2017 erfolgte eine Sperrung wegen Oberbaumängeln. Nach Einbau neuer Schwellen wurde die Strecke im Januar 2018 wieder freigegeben. Im Jahr 2019 wurden erneut etwa 1100 Holzschwellen ausgetauscht.
Abschnittsweise wurde die zulässige Höchstgeschwindigkeit auf 10 km/h reduziert. Aufgrund unterlassener Instandhaltung wurde die Strecke im Dezember 2023 ab km 1,000 gesperrt. Am 5. Juli 2024 veröffentlichte die Rhein-Sieg-Eisenbahn im Bundesanzeiger ihre Absicht zur Stilllegung der Strecke.
Zum 1. Januar 2025 übernahm die Rail Bavaria Logistik auf Initiative der Marktgemeinden Langquaid und Schierling den Betrieb der Strecke. Am 16. Januar 2025 schlossen die Gemeinden und die Initiative für den Bahnerhalt Eggmühl–Langquaid mit der Rail Bavaria Logistik einen Kooperationsvertrag mit dem Ziel, die Strecke wirtschaftlich zu betreiben und für den Güter- und Tourismusverkehr zu reaktivieren. Zur Instandsetzung der Strecke wurden der Austausch vieler Holzschwellen aus den 1960er Jahren durch Betonschwellen und Nacharbeiten an Weichen projektiert. Die Finanzierung erfolgt durch Langquaid und Schierling und die Rail Bavaria Logistik. Zudem wurde eine Förderung durch den Freistaat Bayern erwartet, nach deren Zusage die Ausschreibung der Arbeiten angekündigt wurde. Ziel war eine Aufnahme des Verkehrs spätestens im Herbst 2025.

## Streckenbeschreibung

### Verlauf
Die Nebenbahn Eggmühl–Langquaid beginnt am Bahnhof Eggmühl bei Streckenkilometer 0,0. Im Südwesten des Bahnhofs, etwa auf der Höhe der Überführung der Bundesstraße 15, zweigt sie von der Hauptbahn München–Regensburg ab. Unmittelbar nach dem Abzweig wird das Gelände des Lagerhauses Meier-Kammermeier passiert. Dieser Betrieb besitzt kein eigenes Anschlussgleis, sondern be- und entlädt seine Güterwagen direkt auf dem Streckengleis. Etwa einen Kilometer weiter passiert die Strecke den Weiler Walkenstetten, wendet sich nach Westen und kreuzt mittels eines Bahnübergangs die Gemeindeverbindungsstraße nach Lindach. Nach einem weiteren Bahnübergang erreicht die Strecke den Markt Schierling. Zur Rechten befindet sich ein Industriegebiet, in dem zum Beispiel die Firma Webasto und die Firma Labertaler Heil- und Mineralquellen ansässig sind, zur Linken eine Wohnsiedlung. Nach dem mit Blinklichtern gesicherten Bahnübergang Waldstraße ist bei Streckenkilometer 3,3 der Haltepunkt Schierling erreicht.
Es folgt eine langgezogene Linkskurve, die in einem Einschnitt verläuft. In diesem Abschnitt unterquert die Strecke die Allersdorfer Straße. An einem mit Drehkreuzen gesicherten Fußgängerweg verlässt die Strecke den Einschnitt und verläuft in gerader Linie auf einem Damm. Mittels einer Bogenbrücke werden der Allersdorfer Bach und die Bachstraße überquert. Am Ortsausgang von Schierling befindet sich die Anschlussstelle Eichbühl. Hier verlaufen auf einer Strecke von rund 300 Metern zwei Gleise parallel. Bei Streckenkilometer 4,3 zweigt das Anschlussgleis zum ehemaligen Munitionshauptdepot der Bundeswehr ab. Just auf dieser Höhe unterquert die Strecke die 2009 neu erbaute Brücke der Bundesstraße 15n über das Tal der Großen Laber. Hier befindet sich ein weiterer Bahnübergang.
Während das ehemalige Anschlussgleis der Bundeswehr scharf nach links abzweigt und leicht ansteigend in Richtung des ehemaligen Munitionsdepot verläuft, verläuft die Strecke zunächst in einer sanften Rechtskurve und wechselt dann auf einem niedrigen Damm, der durch mehrere Flutbrücken und Feldwegübergänge durchbrochen ist, auf die linke Talseite. Nach einer langgezogenen Linkskurve und einer rund 800 Meter langen Gerade ist bei Streckenkilometer 7,2 der aufgelassene Haltepunkt Niederleierndorf erreicht. Unmittelbar danach folgt ein weiterer mit Blinklichtern gesicherter Bahnübergang.
Über zwei Kilometer zieht sich die Strecke nun entlang des nördlichen Ortsrandes der Straßendörfer Niederleierndorf und Oberleierndorf. Nach einer scharfen Linkskurve und einer langgezogenen Rechtskurve, die die Strecke in Dammlage passiert, ist der mit Blinklichtern gesicherte Bahnübergang Weinbergstraße erreicht. Nach weiteren 600 Metern in Dammlage folgt erneut ein Bahnübergang. Danach passiert die Strecke in einer scharfen Linkskurve einen mit Eichen bewachsenen Einschnitt und einen weiteren Bahnübergang. Damit verlässt die Strecke den Ortsbereich von Oberleierndorf und läuft in gerader Linie auf Langquaid zu. Bei Streckenkilometer 9,5 kreuzt sie mittels eines durch Blinklichter gesicherten Bahnübergangs die Gemeindeverbindungsstraße von Langquaid nach Oberleierndorf. Danach beginnt, gekennzeichnet durch eine Trapeztafel, der Bahnhofsbereich von Langquaid. Nach einer weiteren Linkskurve und dem Bahnübergang Heuweg gabelt sich die Strecke in zwei Gleise auf, die am ehemaligen Empfangsgebäude des Bahnhofs enden.

### Betriebsstellen

#### Eggmühl
Die Fahrten auf der Nebenbahn Eggmühl–Langquaid beginnen und enden in der Regel am Gleis 1 des Bahnhofs Eggmühl (⊙), das wie die gesamte Stichstrecke nach Langquaid im Besitz der Rhein-Sieg-Eisenbahn ist. Die übrigen Gleise des Bahnhofs befinden sich in der Hand der DB Netz. Dieses Gleis ist mit einem rund 50 Meter langen Hausbahnsteig am ehemaligen Empfangsgebäude und einer etwa 150 Meter langen Ladestraße ausgestattet. Es endet stumpf am nordöstlichen Ende des Bahnhofs. Der Übergang auf die Hauptstrecke ist durch eine Weichenverbindung am südwestlichen Ende des Bahnhofs möglich.

#### Schierling
Bei Streckenkilometer 3,3 befindet sich der Haltepunkt Schierling (⊙), ehemals Bahnhof. Dieser ist mit einer Ladestraße und einem 30 Meter langen Bahnsteig ausgestattet. Er grenzt direkt an das 5000 Quadratmeter große, ehemalige BayWa-Gelände an, das der Markt Schierling im Jahr 2016 erworben hat. Ziel des Grundstückskaufs ist es, die Fläche für einen möglichen Haltepunkt in Schierling freizuhalten, falls die Bahnstrecke Eggmühl–Langquaid im Zuge der geplanten Regio-S-Bahn oder einer möglichen Stadt-Umland-Bahn im Großraum Regensburg reaktiviert werden sollte.

#### Eichbühl (b Eggmühl)
Die Anschlussstelle Eichbühl (⊙) befindet sich bei Streckenkilometer 4,3, etwa auf der Höhe der Unterführung der Bundesstraße 15n.

#### Niederleierndorf
Der Haltepunkt Niederleierndorf (⊙) befand sich bei Streckenkilometer 7,2 am nordöstlichen Ortsausgang von Niederleierndorf. Er wurde inzwischen aufgelassen und wird auch bei den gelegentlichen Museumsfahrten nicht mehr bedient.

#### Langquaid (b Eggmühl)

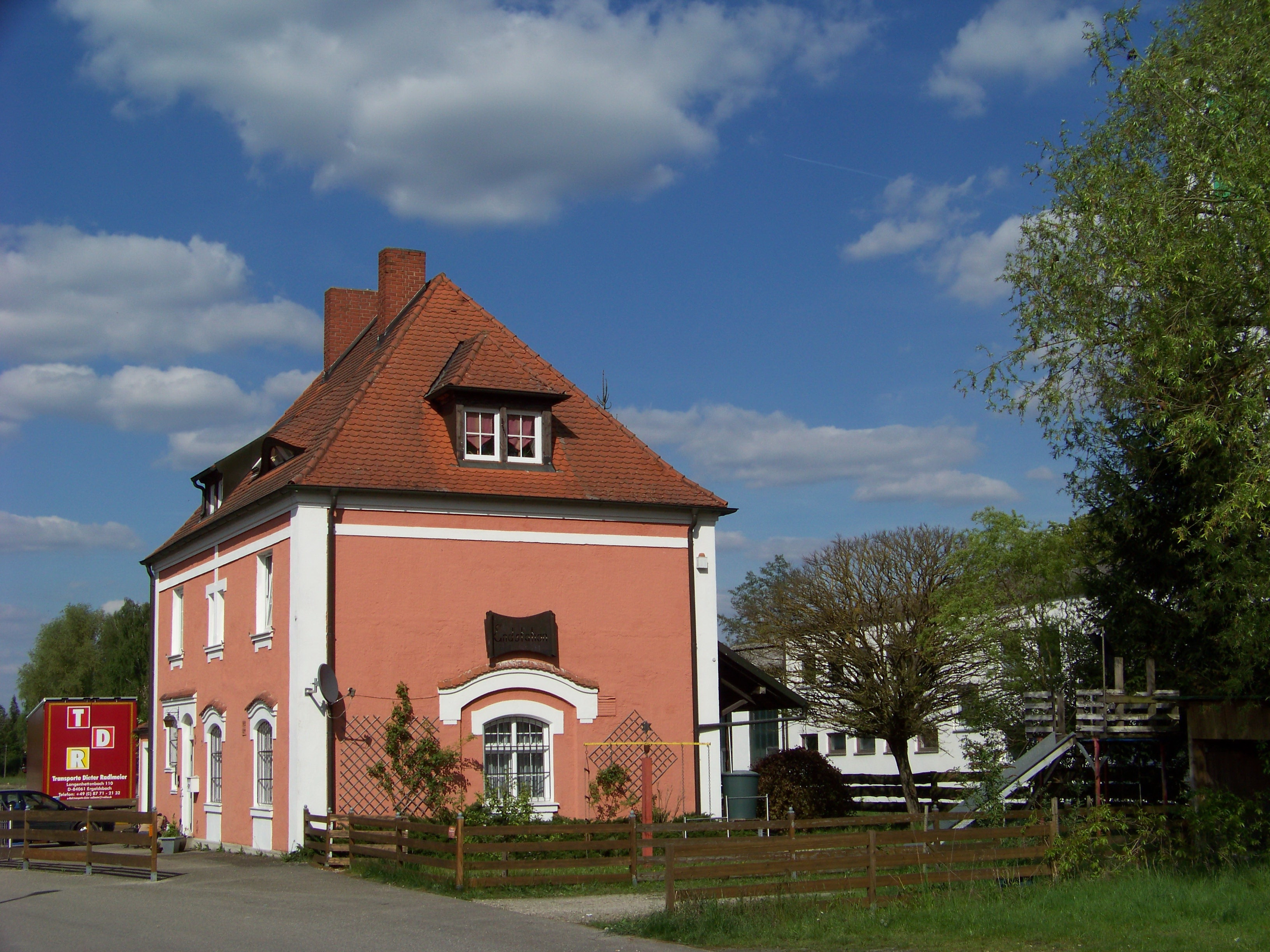
Ehemaliges Empfangsgebäude am Endbahnhof Langquaid

Bei Streckenkilometer 10,3 befindet sich der Endbahnhof Langquaid (⊙). Dort gabelt sich die Strecke in zwei Gleise. Das westliche Gleis ist mit einer Ladestraße ausgestattet, über das östliche Gleis ist das BayWa-Lagerhaus angebunden. Das restaurierte ehemalige Empfangsgebäude ist heute in Privatbesitz und dient als Wohnhaus. Es ist als Baudenkmal mit der Nummer D-2-73-141-1 beim Bayerischen Landesamt für Denkmalpflege eingetragen.